# Hillsong Londra
Hillsong Church Londra este o biserică penticostală și este adunarea de la Londra din Hillsong Church, care se întâlnește și în Sydney, Paris, Kiev, Cape Town, Stockholm și New York City. Biserica a fost  inceputa in Sydney către Gerard și Sue Keehan în 1992 ca Centrul de Viata crestina Londra, [1], din ce în ce Hillsong Church Londra în 1999, iar în prezent este păstorită de Gary și Cathy Clarke. [2]
Cuprins [ascunde]
1 Locatii
2 Conferințe
3 Muzica
4 A se vedea, de asemenea,
5 Referințe
6 Legături externe
Locatii [edit]
Din 2000-2002 Hillsong Londra sa întâlnit la diverse teatre din West End si sali de invatamant superior care jurul Londra. Spre sfârșitul anului 2004 sa încheiat o rezidență doi ani în Mermaid de conferințe și evenimente Centrul, care deține șapte servicii un week-end. Ca din ianuarie 2005, biserica are patru servicii pe o duminică la Teatrul Dominion, cu o capacitate de 2200 de persoane din întreaga. În august 2005, Hillsong Londra a început deține servicii în Leatherhead, Surrey (sud-vest a Londrei), și în 2011, serviciile de început în Tonbridge, Kent (Sud-Est din Londra)
La 13 septembrie 2009 a avut loc la Londra Hillsong un serviciu la O2 Arena din Londra, pentru a sărbători 10 ani de biserica din Londra.
În ultimii trei ani, Hillsong Londra a fost gazda unui eveniment de Craciun special de la Wembley Arena. [3]
Conferinte [edit]
Hillsong London găzduiește două conferințe anuale:
Culoare ta Conferința Mondială Londra
Culoarea Conferința lumea ta femeii a început în Londra în 2004 și are loc în luna mai în fiecare an. Acesta este găzduit de Bobbie Houston. În 2006, evenimentul a fost organizat la Wembley Centrul de Conferinte, iar din 2007, conferința a fost găzduit în Royal Albert Hall. În 2010 Conferința de culori Mondial dvs. femeilor se muta înapoi la Wembley, de data aceasta pentru Wembley Arena.
Hillsong Conferința Europa
Hillsong Conference Europa este conferinta anuala Hillsong lui. Conferința este în prezent deținut la O2 Arena. Între 2007-2009, conferința a avut loc la Centrul Expozițional Excel din Docklands (East London). Conferința Hillsong Conferinta Europa va avea loc în Țările de Jos și Suedia doar pentru anul 2012, pentru a aduce HSE la alte națiuni din Europa "o singură inimă în două locații de pe continent".
Oaspeții anterioare pentru Hillsong conferinte Europa au inclus Joel Osteen și Victoria, Nicky Gumbel, Joseph Prince, Iuda Smith, Jentezen Franklin, Joyce Meyer, Michael W. Smith, Israel Houghton, Craig Groeschel, Joel Houston, Hillsong United, Christine Caine și Darlene Zschech .
Anul Date Localitate persoane speciale Note
2011 douăzeci și un au 23 iulie O2 Arena (Londra) TD Jakes, Joseph Prince, Priscilla Shirer, Israel Houghton, Sidney Mohede, Guvna B & Hillsong echipei.
2012 3-05 octombrie Uithof Brian Houston, Bobbie Houston, Gary Clarke, Christine Caine, Hillsong Europa echipei. Conferința în Țările de Jos pentru anul 2012, o inimă în două locații de pe continent. Tema: Biserica este viu!
2012 10-12 octombrie Filadelfiakyrkan Brian Houston, Bobbie Houston, Gary Clarke, Christine Caine, Hillsong Europa echipei. Conferința de la Suedia pentru anul 2012, o inimă în două locații de pe continent. Tema: Biserica este viu!
2013 24-26 iulie O2 Arena (Londra) Brian Houston (pastor), Bobbie Houston, Iuda Smith, Louie Giglio, Chris Tomlin, Gary Clarke, Christine Caine, Rich Wilkerson Jr., Hillsong echipa. Tema: This Is Revival!
2014 23-25 iulie O2 Arena (Londra) Brian Houston (pastor), Bobbie Houston, Joel și Julia A'bell, Carl Lentz, Gary și Cathy Clarke, Robert Fergusson, Brian și Jenn Johnson, Robert Madu, Craig Groeschel, Hillsong Team. Tema: nici un alt nume
Muzica [edit]
Articol principal: Hillsong Muzica
În 2004, Hillsong Londra a lansat primul lor album cult live, Shout intitulat Fame lui Dumnezeu, a înregistrat live la Conferința Mermaid și Centrul evenimente.
În octombrie 2005, Hillsong Londra a lansat al doilea album, Isus este, care a fost înregistrat live la Teatrul Dominion în West End din Londra și include spectacole de Matt Redman alături de echipa Hillsong London. Isus este a fost lansat în mai 2006.
În decembrie 2006, Hillsong Londra, de asemenea, a lansat o versiune remixata a lui Isus este "chemat Isus este: Remix. Albumul contine diferite remixuri de 12 piese de pe albumul original, Isus.
La 8 octombrie 2008, grindină la albumul King și DVD-vii a fost lansat, din nou înregistrate direct în Teatrul Dominion din Londra.
În anul următor, la 24 august 2009, single-ul "City" a fost lansat și a ajuns la numarul 16 de pe Marea Britanie Top 30 Indie single top.
La 24 ianuarie 2010, Hillsong Londra a participat la piese care au fost incluse pe Hillsong LIVE DVD, un schimb frumoasă, lansat la 29 iulie 2010.
În februarie 2013 Hillsong Londra a participat la piese care au fost incluse pe Hillsong LIVE album, Ruinele glorios.
A se vedea, de asemenea, [edit]
Listă de albume Hillsong
Listă de melodii Hillsong
Referințe [edit]
Salt în sus ^ "Istoria noastră". Biserica Globalheart. Adus de 2013-09-23.
Salt în sus ^ "Pastorii si Liderii - Hillsong London". Biserica Hillsong. Arhiva de original pe 11 mai 2009. Adus de 2013-04-15.
Salt în sus ^ "Colinde de Craciun | Hillsong London". Hillsong.co.uk. Adus de 2012-08-20.
Legături externe [modifică]
Hillsong Church Londra 
Hillsong Church Australia
Dominion Theatre